# Liste der Monuments historiques in Pontoise
Die Liste der Monuments historiques in Le Pontoise führt die Monuments historiques in der französischen Gemeinde Pontoise auf.

## Liste der Bauwerke
| Bezeichnung                                                 | Beschreibung | Standort                                           | Kennzeichnung | Schutzstatus | Datum | Bild           |
| ----------------------------------------------------------- | ------------ | -------------------------------------------------- | ------------- | ------------ | ----- | -------------- |
| Ehemaliges Hôtel de Ville                                   | Rathaus      | Place du Petit-Martroy (Lage)                      | PA00080171    | Inscrit      | 1939  | weitere Bilder |
| Karmelitinnenkloster                                        |              | 55, rue Pierre-Butin (Lage)                        | PA00080165    | Inscrit      | 1986  | weitere Bilder |
| Kathedrale von Pontoise                                     |              | (Lage)                                             | PA00080163    | Classé       | 1840  | weitere Bilder |
| Keller                                                      |              | 30, rue de la Bretonnerie (Lage)                   | PA00080169    | Inscrit      | 1944  |                |
| Keller                                                      |              | 7, rue de la Coutellerie (Lage)                    | PA00080170    | Inscrit      | 1944  |                |
| Chapelle des Cordeliers                                     | Kapelle      | Place de l’Hôtel-de-Ville (Lage)                   | PA00080164    | Inscrit      | 1929  | weitere Bilder |
| Kirche Notre-Dame mit dem Sarkophag des Walter von Pontoise |              | (Lage)                                             | PA00080166    | Inscrit      | 1926  | weitere Bilder |
| Hôpital des Enfermés                                        | Krankenhaus  | 85, rue Pierre-Butin (Lage)                        | PA00080167    | Inscrit      | 1939  | weitere Bilder |
| Hôtel de la Coutellerie                                     |              | Rue de la Coutellerie (Lage)                       | PA00080174    | Classé       | 1928  | weitere Bilder |
| Moulin des Patis                                            | Mühle        | 2, rue des Deux-Ponts (Lage)                       | PA00080172    | Inscrit      | 1979  | weitere Bilder |
| Museum Tavet-Delacour                                       |              | (Lage)                                             | PA00080168    | Inscrit      | 1926  | weitere Bilder |
| Stadtbefestigung                                            |              | Rue de la Coutellerie Boulevard Jean-Jaurès (Lage) | PA00080173    | Inscrit      | 1954  | weitere Bilder |

## Liste der Objekte

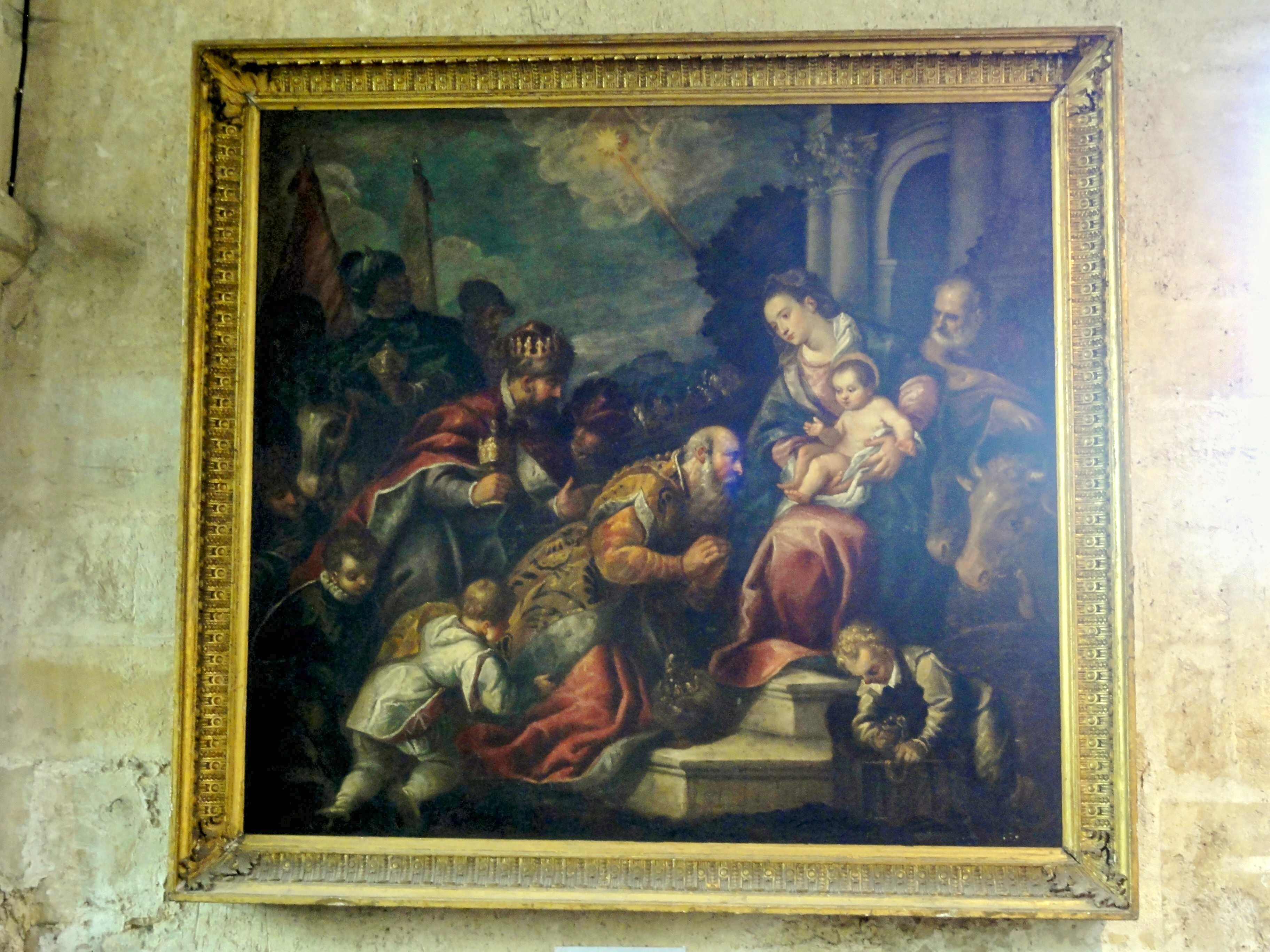
Ölgemälde Anbetung der Heiligen drei Könige (16. Jahrhundert) in der Kirche Notre-Dame

- Monuments historiques (Objekte) in Pontoise in der Base Palissy des französischen Kultusministeriums